# Massimo Colomba
Massimo Colomba, né le 24 août 1977 à Villars-sur-Glâne, est un gardien de but de football suisse.

## Clubs successifs
- -1996 : FC Villars-sur-Glâne (juniors)
- 1996-1997 : FC Beauregard Fribourg
- 1997-2002 : Neuchâtel Xamax
- 2002-2008 : FC Aarau
- 2008-2009 : Grasshopper Zürich
- 2009- : FC Bâle
- 2012 : entraîneur des gardiens première équipe FC Bâle

## Palmarès
Titres :
Coupe de Suisse 2009/2010 (FC Bâle, Suisse) ;
Coupe de Suisse 2011/2012 (FC Bâle, Suisse) ;
Super League 2009/2010 (FC Bâle, Suisse) ;
Super League 2010/2011 (FC Bâle, Suisse) ;
Super League 2011/2012 (FC Bâle, Suisse)